# روبي ليندسي
روبي ليندسي (بالإنجليزية: Ruby Lindsay)‏ هي رسامة أسترالية، ولدت في 20 مارس 1885 في Creswick, Victoria ‏ في أستراليا، وتوفيت في 12 مارس 1919 في لندن في المملكة المتحدة بسبب الإنفلونزا الإسبانية وإنفلونزا.

## معرض صور

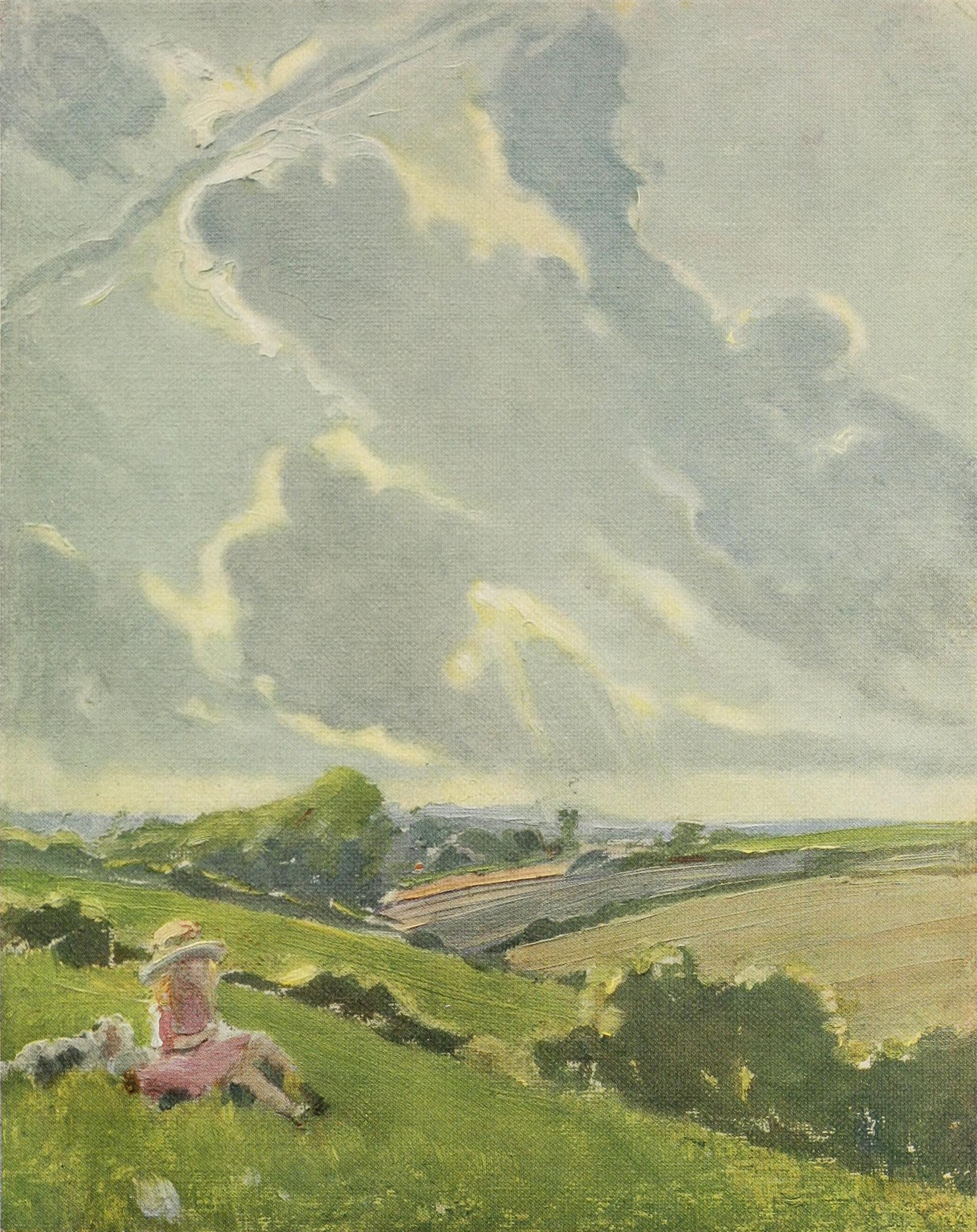
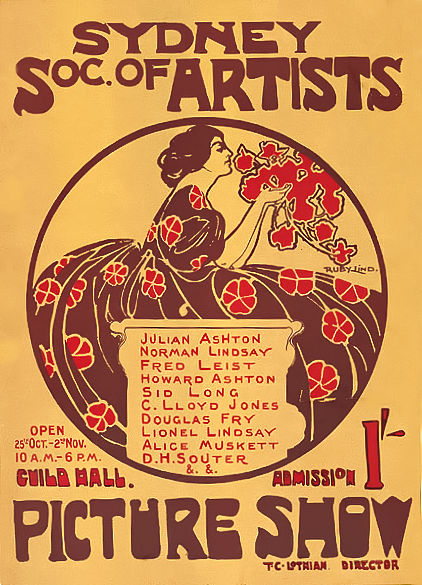
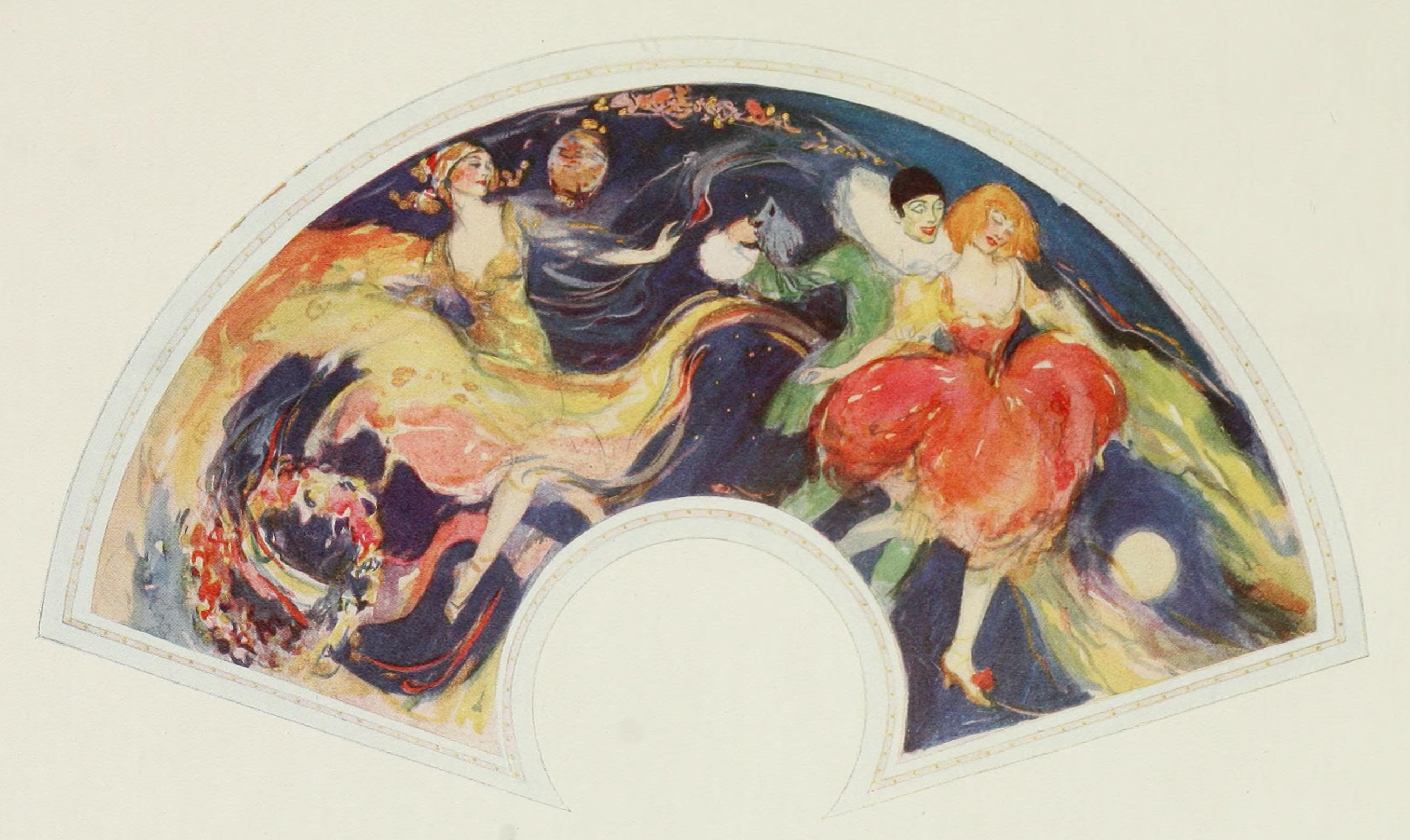